# Oleg Dieripaska

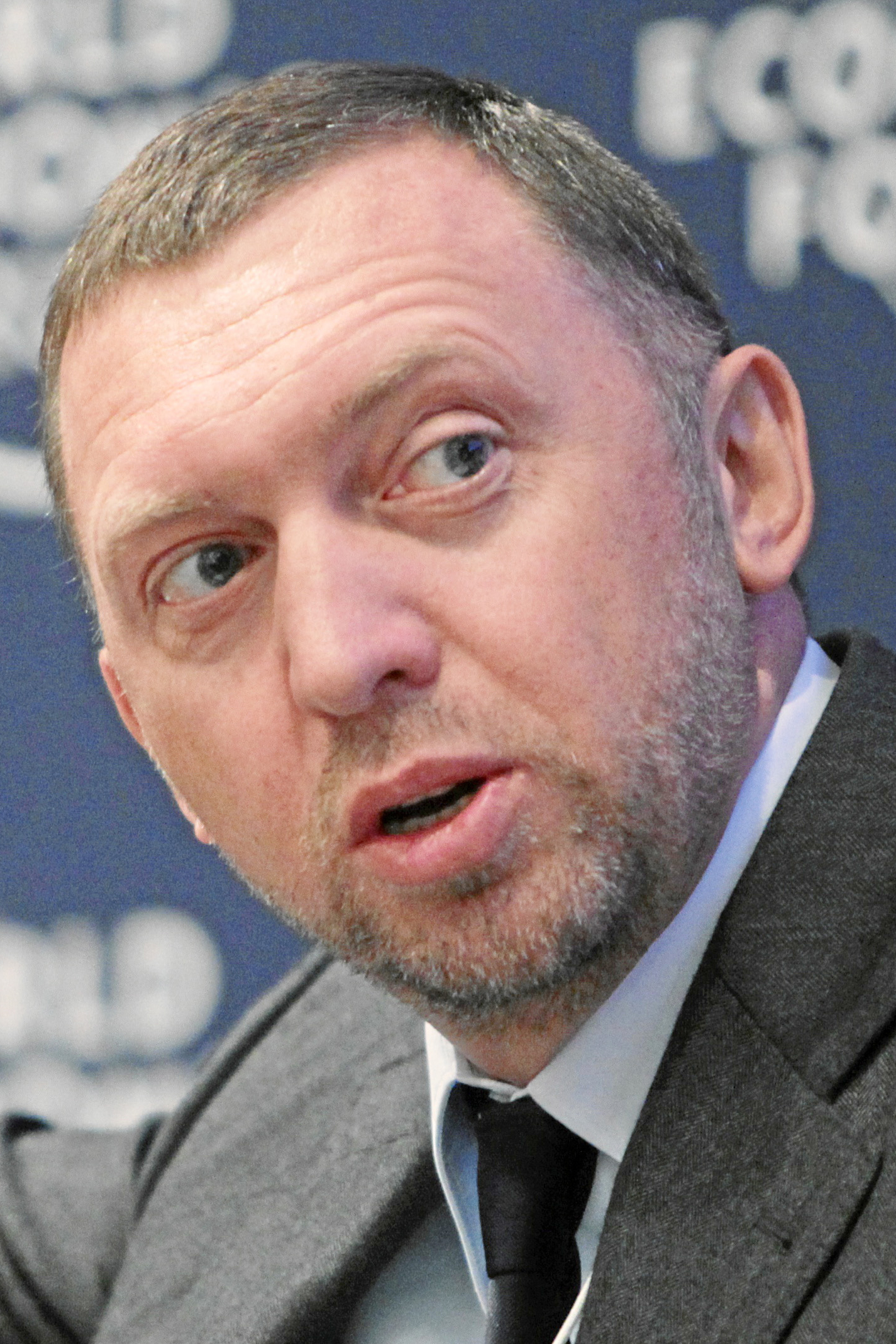
Oleg Dieripaska, 2011

Oleg Władimirowicz Dieripaska (ros. Олег Владимирович Дерипаска; ur. 2 stycznia 1968 w Dzierżyńsku) – rosyjski biznesmen, uważany za jednego z najbogatszych ludzi na świecie.

## Życiorys
Dieripaska jest z pochodzenia Białorusinem, dorastał w Kraju Krasnodarskim.
Skończył z wyróżnieniem fizykę na Uniwersytecie Łomonosowa w Moskwie w 1993 roku.
Jest przewodniczącym rady nadzorczej oraz właścicielem 66% akcji koncernu aluminiowego Rusal. Większość spółek kontroluje za pośrednictwem swojego holdingu Basic Element, którego dyrektorką naczelną była Gülżan Mołdażanowa.
Pod koniec 2007 roku wszedł w posiadanie pakietu większościowego Norilskiego niklu. Jest także udziałowcem kanadyjskiego producenta samochodów Magna i austriackiego koncernu budowlanego Strabag.
Jego inwestycje związane były m.in. z budową infrastruktury koniecznej do zorganizowania Zimowych Igrzysk Olimpijskich w Soczi w 2014 roku.
Dieripaska jest uważany za przyjaciela Władimira Putina, zawdzięczając jego przychylności swoją karierę. Udało mu się np. odroczyć spłatę 4,5 mld dol. kredytu, który z łaski Kremla dostał na ratowanie swych zagrożonych kryzysem biznesów. Dostał też nowy kredyt na wypłatę zaległych pensji i uruchomienie produkcji cementu w Pikałowie. Uchodzi za idealne wcielenie idei imperium liberalnego, zgodnie z którą jednym z ważniejszych celów młodego kapitalizmu rosyjskiego jest przejmowanie firm zagranicznych. Sposób, w jaki dorobił się majątku, sprawił, że ma zakaz wjazdu do Stanów Zjednoczonych. Był przesłuchiwany przez zachodnich prokuratorów w związku z podejrzeniami o kontakty z mafią.
Interesuje się piłką nożną, w mediach pojawiały się spekulacje o jego planach zakupu klubu Arsenal FC, zainwestował jednak w FK Moskwa.
Decyzją z dnia 8 kwietnia 2022 r. Rada Unii Europejskiej nałożyła na Dieripaskę sankcje za wspieranie działań podważających integralność terytorialną, suwerenność i niezależność Ukrainy.

## Rodzina
Żoną Deripaski jest córka Walentina Jumaszewa Polina. Jumaszew jest mężem Tatiany Diaczenko, córki Borysa Jelcyna. W ten sposób Dieripaska stał się członkiem rodziny Jelcyna.